# 河合美香
河合 美香（かわい みか、1967年8月 - ）は、日本のスポーツ科学研究者。龍谷大学法学部教授。元陸上競技・長距離走選手。修士（体育学）、博士（スポーツ医学）。女子長距離走・マラソンの指導者である小出義雄の指導を受けた選手のひとり。

## 来歴
京都府京都市に生まれる。
千葉県の船橋市立船橋高等学校にて、当時体育教諭の小出義雄（女子マラソンオリンピックメダリスト有森裕子、高橋尚子、世界陸上金メダリスト鈴木博美らを育てた）に陸上競技の指導を受ける。長距離走選手としての才能を開花させ、第39回国民体育大会（わかくさ国体）、第38回全国高等学校総合体育大会陸上競技大会（金沢インターハイ）の3000mで初代優勝などの成績をおさめる。また、高校在学中に満17歳（出場選手最年少）で大阪国際女子マラソンに出場した。
大学入試では推薦入学を断り、1987年に一般入試で筑波大学体育専門学群に進学する。筑波大学では陸上競技部に所属し、日本学生陸上競技対校選手権大会（日本インカレ）女子3000mで優勝。一方、学生時代は友人選手が実践したダイエット本を参考とした食生活を実践。その結果、疲労が取れず、怪我や不調も重なって学生時代は日常生活にも支障をきたすこともあったと後年語っている。
1991年に筑波大学体育専門学群（コーチ学専攻・体力学）を卒業し、リクルートに入社する。同時に同社のランニングクラブに所属し、同クラブの監督となっていた小出義雄に再び指導を受ける。当時の同僚に有森裕子（バルセロナオリンピック女子マラソン銀メダル、アトランタオリンピック同銅メダル）、鈴木博美（アテネ世界陸上競技選手権大会女子マラソン金メダル）、志水見千子（アトランタオリンピック5000m 4位）らがいた。
1993年にリクルートを退社。その後、筑波大学大学院研究生を経て、1994年に筑波大学大学院修士課程体育研究科（健康教育学専攻：スポーツ栄養学）に入学。1996年、同大学院研究科を修了し、修士号（体育学）を取得する。大学院でスポーツ栄養学を研究する中で、小出義雄の「食べられる選手が強くなる」という言葉の意味がわかったという。同年より、自身の競技経験と理論をもとにアスリートの栄養サポート（食生活・栄養の分析、献立の作成、調理、配膳など）を開始し、海外遠征（高地合宿）、オリンピック、世界選手権などに帯同。サポートした選手には、鈴木博美、志水見千子、高橋尚子、千葉真子らがいる。
他に自転車、陸上ホッケー、サッカー、バスケット、バレーボール選手などへの栄養サポート、またランナーのトレーニング指導も手がける。
1998年より立命館大学、同志社女子大学などで嘱託講師を務め、2003年に新設されたびわこ成蹊スポーツ大学専任講師。2007年、龍谷大学法学部准教授（教養教育・スポーツ科学系）を経て、2021年に同教授。この間、2015年に筑波大学学院人間総合科学研究科にて博士号（スポーツ医学）を取得。
長距離走選手時代の主な競技成績
- 第39回国民体育大会（於・奈良、陸上競技）：女子3000m優勝
- 第38回全国高等学校総合体育大会陸上競技大会（金沢インターハイ）：女子3000m優勝
- 日本陸上競技選手権大会 ： 1500m、3000m、10000m（それぞれメダル獲得）
- 日本学生陸上競技対校選手権大会（日本インカレ）：女子3000m優勝
- 全国都道府県対抗女子駅伝（第2回、3回、6回大会）：千葉県チーム優勝（第3回大会）、区間最高記録（第2回大会1区、第3回大会2区）

## 主な著書など
- 『健康の科学』、金芳堂、1999年（共著）
- 『競技力向上のスポーツ栄養学』、朝倉書店、2001年（共著）
- 『スポーツの百科大事典』、丸善出版、2007年（分担執筆）
- 『市民からアスリートまでのスポーツ栄養学』、八千代出版、2011年（共著)
- 『ランニングリテラシー』、大修館書店、2011年（分担執筆）
- 『スポーツ生理学』〈健康・スポーツ科学シリーズ〉、化学同人、2013年（共著）
- 『健康づくり政策への多角的アプローチ』、ミネルヴァ書房、2014年（編著）
- 『正しいマラソン』、ソフトバンククリエイティブ〈SB新書〉、2017年（共著）
- 大阪市スポーツ・みどり振興協会のウェブサイトにスポーツ体験レポートを連載執筆
- 「ランナーズ」「クリール」などのランニング雑誌に連載執筆
- 京都新聞「アスリートの食卓」のコメント連載
- 連載「健康づくりの小ネタ」（月刊誌「安全衛生のひろば」、中央労働災害防止協会）

- 連載「食育サポーターの健康ABC」（季刊誌「心と体のオアシス、中央労働災害防止協会） など

## 受賞歴
- 日本体育協会秩父宮記念スポーツ医・科学賞奨励賞（2001年）
- ランニング学会大会優秀発表賞（2004年）
- 日本体力医学会研究奨励賞（2009年）

## 社会貢献活動など
- 京都府スポーツ推進審議会委員
- 滋賀県体育協会スポーツ医科学委員（スポーツ科学部会）
- ランニング学会常務理事 ほか